# Günther Wilke

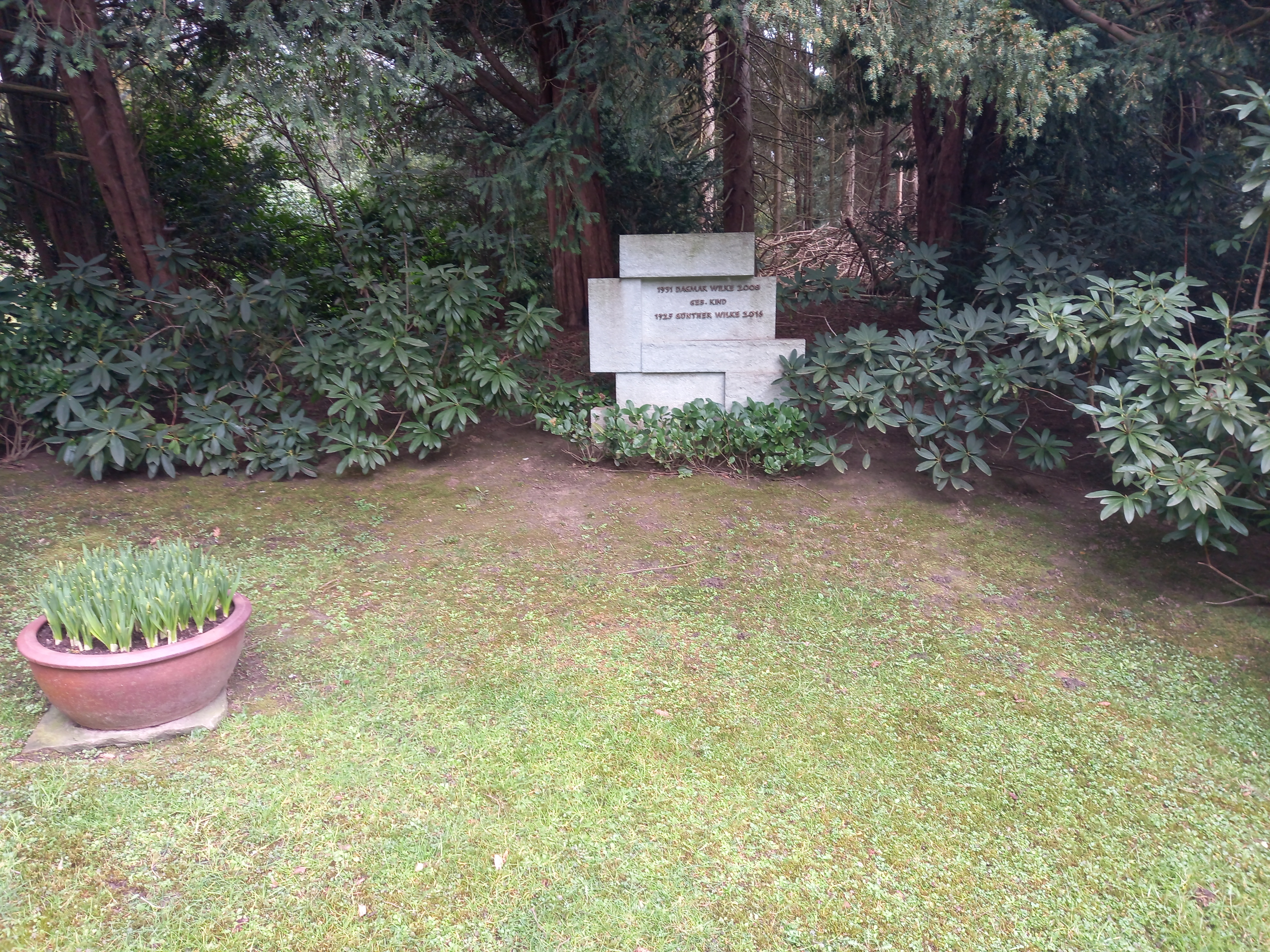
Das Grab von Günther Wilke und seiner Ehefrau Dagmar geborene Kind auf dem Hauptfriedhof Mülheim an der Ruhr

Günther Wilke (* 23. Februar 1925 in Heidelberg; † 9. Dezember 2016) war ein deutscher Chemiker und Professor der Organischen Chemie sowie Direktor des Max-Planck-Instituts für Kohlenforschung in Mülheim an der Ruhr als Nachfolger von Karl Ziegler.

## Leben und Werk
Nach dem Abitur 1943 an einem Heidelberger Gymnasium studierte Günther Wilke Chemie an der Universität Heidelberg, wo er bei Karl Freudenberg promovierte. Im Jahr 1951 wechselte er zum Max-Planck-Institut für Kohlenforschung in Mülheim an der Ruhr. Wilke begann seine Karriere in der Arbeitsgruppe von Karl Ziegler am Mülheimer Max-Planck-Institut, wo er als Entdecker des Nickel-Effekts gilt. Seine Habilitation erfolgte im Jahr 1960 an der RWTH Aachen. 1963 wurde er zum Wissenschaftlichen Mitglied der Max-Planck-Gesellschaft ernannt, deren Vizepräsident er von 1978 bis 1990 war.
Wilkes Arbeiten auf dem Gebiet der Katalyse, unter anderem bei der durch Nickel katalysierten Cyclooligomersierung von 1,3-Butadien zu acht- und zwölfgliedrigen Carbocyclen, haben die Geschichte der Chemie mitbestimmt und das fundamentale Verständnis wichtiger chemischer Reaktionen erweitert.
Folgeprodukte dieser Carbocyclen werden industriell bei der Herstellung von Nylonarten für verschiedene Zwecke sowie zur Gewinnung von wichtigen Grundchemikalien in der Erdölchemie erfolgreich eingesetzt. U.a. entwickelte er Vestamid, einen Kunststoff von hoher Formstabilität, der u. a. in Druckluftbremsleitungen, Skibindungen und Tennisschlägern verwendet wurde – und für die Stollen der Fußballschuhe der deutschen Nationalmannschaft bei der Fußball-Weltmeisterschaft 1974.

## Auszeichnungen und Ehrungen
Wilke war Mitglied in verschiedenen wissenschaftlichen Akademien, erhielt sieben Ehrendoktorwürden und seine Arbeiten wurden mit vielfältigen Auszeichnungen geehrt. So war er korrespondierendes Mitglied der mathematisch-naturwissenschaftlichen Klasse im Ausland, Vizepräsident der Max-Planck-Gesellschaft (1978–1990), Mitglied der Nordrhein-Westfälischen Akademie der Wissenschaft und der Künste (Präsident 1994–1997), Deutsche Akademie der Naturforscher Leopoldina (seit 1976), Halle, Academia Europaea, Träger des Österreichischen Ehrenzeichens für Wissenschaft und Kunst und vieler anderer mehr. Weiterhin war er Mitglied der Deutschen Akademie der Technikwissenschaften, Acatech und der American Academy of Arts and Sciences. Seit 1983 Korrespondierendes Mitglied der mathematisch-naturwissenschaftlichen Klasse im Ausland der Österreichischen Akademie der Wissenschaften.
Darüber hinaus war er wissenschaftspolitisch in vielen Funktionen tätig, zum Beispiel als Präsident der Gesellschaft Deutscher Chemiker (GDCh), 1991 bis 1992 als Vorsitzender der Gesellschaft Deutscher Naturforscher und Ärzte und er gehörte mehreren Aufsichtsräten bedeutender Chemieunternehmen an.
1965 erhielt er den Ruhrpreis für Kunst und Wissenschaft und 1971 die Wilhelm Exner Medaille. 1987 erhielt er das Große Verdienstkreuz des Verdienstordens der Bundesrepublik Deutschland verliehen, 2000 mit Stern. 1997 wurde er mit dem Verdienstorden des Landes Nordrhein-Westfalen ausgezeichnet. Im Jahr 2003 wurde er zum Ehrendoktor der Universität Rostock ernannt. 2013 ernannte ihn die GDCh zum Ehrenmitglied.

## Publikationen (Auswahl)
Aufsätze
- Allyl-Übergangsmetall-System. In: Angewandte Chemie, Bd. 78 (1967), S. 157–172.
- Beiträge zur nickelorganischen Chemie. In: Angewandte Chemie, Bd. 100 (1988), S. 189–211.

Sachbücher
- The Organic Chemistry of Nickel. Academic Press, New York 1974/75 (zusammen mit Peter W. Jolly).

1. Organonickel complexes. 1974, ISBN 0-12-388401-2.
2. Organic synthesis. 1975, ISBN 0-12-333402-0.